# Frauenheilkunde und Geburtshilfe
Das Gebiet Frauenheilkunde und Geburtshilfe (englisch Obstetrics and gynaecology oder Obstetrics and gynecology; abgekürzt: Obs and Gynae, O&G, OB-GYN und OB/GYN) ist das medizinische Fachgebiet, das die beiden Teilgebiete der Gynäkologie (Gesundheit des weiblichen Fortpflanzungssystems – Scheide, Gebärmutter, Eierstöcke und Brüste) und der  Geburtshilfe (Schwangerschaft, Geburt und Wochenbett), auch als Frauenmedizin bezeichnet, umfasst.

## Definition
Das Gebiet umfasst nach der Definition der deutschen Weiterbildungsordnung für Ärztinnen und Ärzte die Erkennung, Vorbeugung, konservative und operative Behandlung sowie Nachsorge von geschlechtsspezifischen Gesundheitsstörungen der Frau einschließlich
- plastisch-rekonstruktiver Eingriffe,
- der gynäkologischen Onkologie,
- Endokrinologie,
- Fortpflanzungsmedizin,
- Urogynäkologie,
- der Betreuung und Überwachung normaler und gestörter Schwangerschaften, Geburten und Wochenbettverläufe sowie
- der Prä- und Perinatalmedizin.[2]

## Facharzt-Weiterbildung

### Deutschland
Die Facharztausbildung (in Deutschland Weiterbildung genannt) und die folgende Anerkennung als Facharzt für Frauenheilkunde und Geburtshilfe sind länderspezifisch durch Weiterbildungsordnungen der Landesärztekammern geregelt. Dabei dienen die organisatorischen und inhaltlichen Empfehlungen der Muster-Weiterbildungsordnung der Bundesärztekammer als Grundlage. Sie werden größtenteils aber nicht in jedem Detail berücksichtigt.
Um in Deutschland als Facharzt für Frauenheilkunde und Geburtshilfe tätig zu werden, muss man eine mindestens fünfjährige Weiterbildung absolvieren.
Zusätzlich besteht die Möglichkeit, sich nach der Anerkennung als Frauenarzt/Frauenärztin durch eine jeweils 24 Monate dauernde Weiterbildungszeit in den Schwerpunkten Gynäkologische Endokrinologie und Reproduktionsmedizin, Gynäkologische Onkologie sowie Spezielle Geburtshilfe und Perinatalmedizin zu spezialisieren: